# Poggio Picenze
Poggio Picenze là một đô thịthuộc tỉnh L'Aquila trong vùng Abruzzo của Ý. Ý. Đô thị này có diện tích 11 km², dân số 1008 người. Các đô thị giáp ranh gồm: Barisciano, Fossa, San Demetrio ne' Vestini, Sant'Eusanio Forconese